# Gara Ploiești Vest
Gara Ploiești Vest este a doua gară ca mărime, trafic și importanță din municipiul Ploiești și din județul Prahova.

## Prezentare generală
Ploiești Vest este gara aflată pe magistrala care face legătura între București și zona de sud a României cu Valea Prahovei și Transilvania. Aceasta se află pe magistrala CFR 300, care are cel mai mare tranzit de pasageri și mărfuri din România.
Până în anul 1915 trenurile din București spre Transilvania tranzitau gara Ploiești Sud, unde își întorceau sensul de mers.

## Linii de cale ferată
- București Nord - Brașov - Sighișoara - Teiuș - Războieni - Cluj - Oradea (650 km)
- Ploiești Sud-Slănic
- Ploiești Sud-Târgoviște